# Todd Neufeld
Todd Neufeld (* 5. August 1981 in Huntington (New York)) ist ein US-amerikanischer Jazzgitarrist.

## Leben und Wirken
Neufeld hatte früh Gitarrenunterricht; mit 13 Jahren brachte ihm sein Gitarrenlehrer die Musik von Charlie Christian nahe. Später beeinflussten ihn Soundtracks aus Filmen von Abbas Kiarostami, Richard Pryor und Carl Theodor Dreyer.  Ab den 2000er-Jahren arbeitete er u. a. in der New Yorker Jazz- und Improvisationsszene mit Samuel Blaser (Pieces of Old Sky, Clean Feed 2009), im Flin van Hemmen Trio (mit Eivind Opsvik), Stephanos Chytiris Flux Project, ferner mit Masabumi Kikuchi, Lee Konitz, Gerald Cleaver, Dan Weiss, Aaron Parks, Richie Barshay, Thomas Morgan, Joachim Badenhorst, Ingrid Laubrock, Vitor Gonçalves und Matt Steckler. Des Weiteren wirkte er bei Aufnahmen von Tyshawn Sorey (Koan, 2009, Oblique-1, 2011, und Pillars, 2018) und Alexandra Grimal (Andromeda, Ayler Records, 2012) mit. Gegenwärtig (2016) leitet er ein eigenes Quartett (mit Rema Hasumi, Thomas Morgan, Tyshawn Sorey, Billy Mintz), mit dem er in New Yorker Clubs wie dem Cornelia Street Cafe auftritt. Neufeld lebt in Brooklyn.

## Diskographische Hinweise
- Samuel Blaser: Pieces of Old Sky, (HatHut Records, 2009)
- Tyshawn Sorey: Oblique-I (Pi Recordings, 2011)
- Stephanos Chytiris Flux Project: PYR|N (Mimosa's Dream Records, 2014), u. a. mit Daniel Carter